# 平野耕太郎
平野 耕太郎 (ひらの こうたろう) は、日本の実業家。

## 人物
東京都出身。1981年中央大学法学部卒業後、日立建機入社。 2013年生産・調達本部副本部長、2014年執行役、2016年常務執行役を経て、2017年取締役代表執行役社長。